# Скорые фильтры

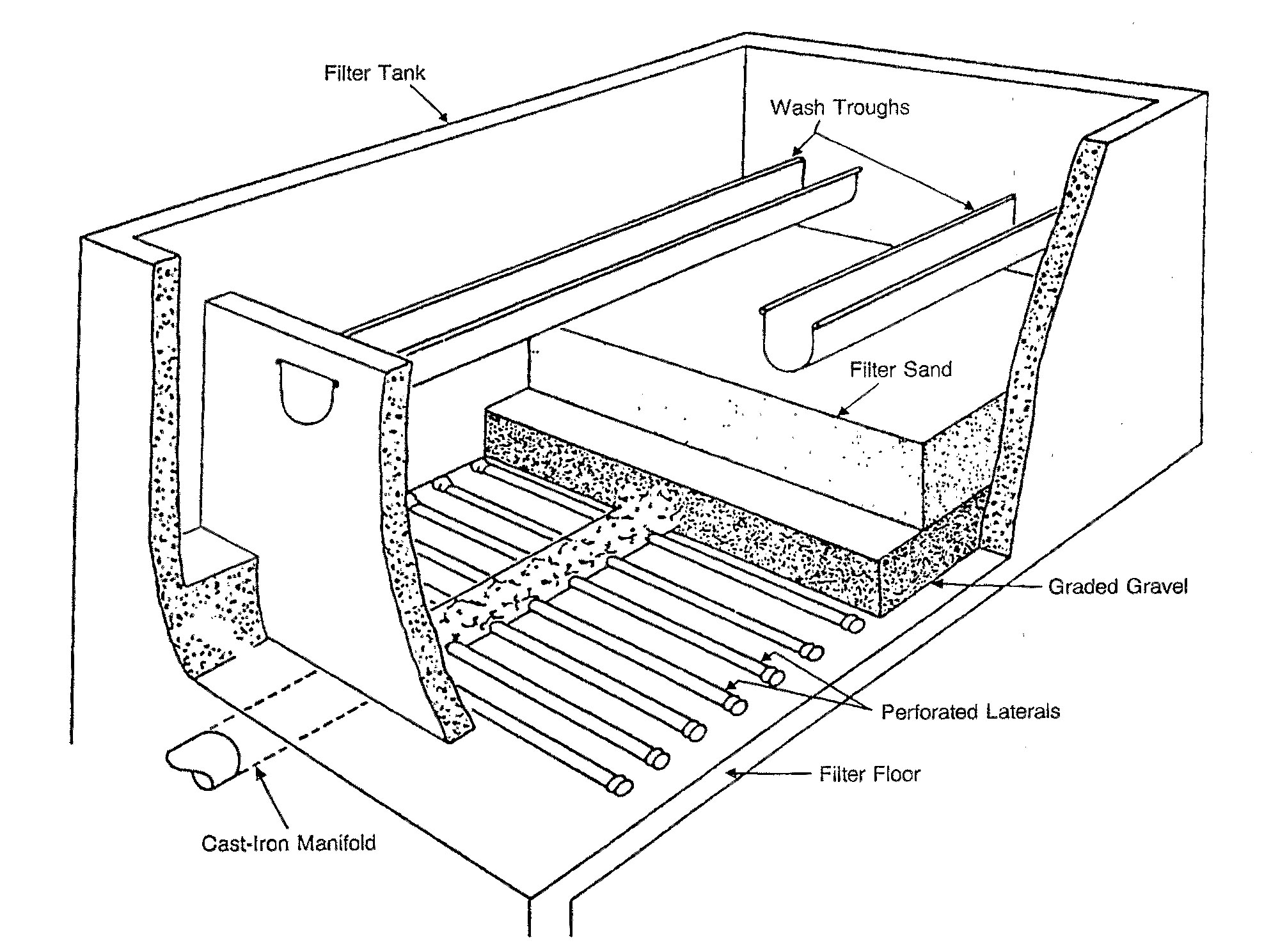
Конструкция типичного скорого фильтра

Скорые фильтры — в водоподготовке, песчаные фильтры, пропускающие воду с большой (по сравнению с медленным фильтром) скоростью, от 6 до 12 метров в час.

## Использование
В отличие от медленных фильтров, в скорых фильтрующей средой является сам песок, который может задерживать лишь сравнительно крупные частицы примесей. Поэтому скорые фильтры типично используются после коагулирования и отстаивания с последующим обеззараживанием (путём хлорирования, озонирования и т. п.) для осветления мутных и цветных вод. Также используются при реагентном умягчении и обезжелезивании.
Большой поток воды через фильтр приводит к его скорому загрязнению, что требует его очистки 1-2 раза в сутки (в паводок даже чаще). Очистка производится подачей воды через фильтр в обратном направлении, иногда также сопровождающейся механическим перемешиванием песка (граблями или сжатым воздухом). При этом сравнительно тяжёлые частицы песка оседают, а загрязнения поднимаются к поверхности, откуда выводятся по специальным жёлобам с помощью подачи воды на верхние слои фильтра.

## Конструкция
По конструкции быстрые фильтры бывают как самотёчные, так и напорные.